# Torgny Lindgren
Torgny Lindgren (Raggsjö, 16 giugno 1938 – Stoccolma, 16 marzo 2017) è stato uno scrittore svedese.

## Biografia
Lindgren, figlio di Andreas Lindgren e Helga Björk, si forma in un ambiente pietistico e contadino, nel quale la narrazione orale, intrisa di tradizione biblica e popolare, è ancora molto forte e feconda. Profondamente radicato nel freddo cuore del Nord della Svezia, non è tuttavia da considerarsi uno scrittore eremita, chiuso in un mondo lontano. Molti dei suoi stimoli provengono dall'Europa: è un avido lettore di Thomas Mann e di Robert Musil, è versato nella filosofia classica e professa una fede profonda nel cattolicesimo, al quale si converte in età adulta. 
Il suo primo riconoscimento letterario avviene all'età di tredici anni, nel 1951, quando il giornale culturale Perspektiv paga settantacinque corone per una delle sue poesie.
Studia storia, scienze politiche e geografia a Stoccolma e Uppsala e si trasferisce a Vimmerby, nello Småland, dove trova lavoro come insegnante, impiego che svolge fino alla metà degli anni Settanta. Ha svolto anche attività politica locale per il Partito Socialdemocratico Svedese. Negli anni Ottanta si è convertito al cattolicesimo.
Lindgren esordì come poeta nel 1965: il tono prevalente in questa prima fase della sua produzione è quello di un'ironica critica alla moderna e laica società svedese, che lascia il passo, all'inizio degli anni Ottanta, alla svolta decisiva, seguita alla conversione al cattolicesimo e alla profonda revisione dei valori ideologici e religiosi dello scrittore da essa scaturita. Nel ritorno alle origini, alla gente, ai luoghi, alle tradizioni e alla cultura orale della sua terra, la Svezia del nord, Lindgren scopre la sua vena originale, una fantasia senza confini, brillante, bizzarra e umoristica, e su di essa costruisce la propria fama (la definitiva consacrazione giunge con la pubblicazione de Il sentiero del serpente sulla roccia). 
Abbandonati l'insegnamento e l'impegno politico si dedica esclusivamente alla letteratura e nell'arco di un decennio diventa uno degli autori più originali del panorama letterario scandinavo contemporaneo. Riscuote presto un successo internazionale e le sue opere approdano in Finlandia, Danimarca, Norvegia, Inghilterra, Germania, Cecoslovacchia, Francia, Italia, Spagna e Stati Uniti. Dal 1991 fino alla morte nel 2017 è stato membro dell'Accademia Svedese.

## Opere
- Plåtsax, hjärtats instrument (1965)
- Dikter från Vimmerby (1970)
- Hur skulle det vara om man vore Olof Palme? (1971)
- Hallen (1975).
- Brännvinsfursten (1979). Un libro su Lars Olsson Smith.
- Il sentiero del serpente sulla roccia (Ormens väg på hälleberget) (1982/1990).
- Merabs skönhet (1983).
- Övriga frågor (1983).
- 'Bat Seba (1984).
- Legender (1986).
- Skrämmer dig minuten (1986)
- Ljuset (1987/1992).
- Hummelhonung (1995/2000).
- I Brokiga Blads vatten (1999).
- La ricetta perfetta (Pölsan) (2002).
- Berättelserna (2003).
- Dorés Bibel (2005).
- Norrlands akvavit (2007).